# 羅克縣 (明尼蘇達州)
羅克郡（英語：Rock County）是美國明尼蘇達州西南角的一個郡，南鄰愛阿華州，西鄰南達科他州。面積1,251平方公里。根據美國2000年人口普查，共有人口9,721人。縣治盧文 (Luverne)。
成立於1857年5月23日，縣名來自多石的地貌。